# João Batista Becker
João Batista Becker (Saint-Wendel, province de Rhénanie, 24 février 1870 — Porto Alegre, Brésil, 15 juin 1946) était un prélat catholique brésilien.
Il fut le premier évêque de Florianópolis de 1908 à 1914 (alors diocèse de Santa Catarina) avant sa nomination comme archevêque de Porto Alegre, de 1914 à 1946.